# Angels Fall First
《Angels Fall First》是芬兰交响金属乐队夜愿的首张专辑。原版限量版仅有销售500份，收录有7个曲目，之中两个曲目不在普通版中。

## 背景
在2008年英国杂志《Kerrang!》的采访中，托马斯·霍洛帕尼回忆道：
那是在1996年8月的一次篝火中。我们在我的夏日小屋中，一帮朋友出去野营、烧烤、唱歌，那时我就想创建一个乐队。但那时实现我们的雄心还是很遥远，我们只有简单的影响，只有木吉他、键盘和女音来制作音乐，那略显枯燥，我们很自然开始选择了更重的方向。有趣的是《Angels Fall First》至是被当作送去唱片公司的样本。但Spinefarm听到它后认为它是完美的，因而它们在没有混音或其他东西动情况下将专辑出版。我曾经有一点尴尬，但现在我可以对那些歌曲感到自豪与怀旧。
由于唱片套的印刷出了意外，最初发行的版本印上了霍洛帕尼的家庭联系地址。

## 音乐风格
《Angels Fall First》和随后发行的作品有很大不同；相对于之后的作品，专辑更为重视民谣金属和原声。民谣声音在之后的专辑中或多或少的减少了。虽然唯一的单曲《The Carpenter》排在了芬兰单曲榜的第三位，但夜愿在1998年第二张专辑《Oceanborn》发行后才获得国际声誉。

## 历史
在《Beauty and the Beast》、《The Carpenter》、《Astral Romance》和《Once Upon a Troubadour》中出现男声又键盘手兼乐队领导者托马斯·霍洛帕尼演唱，此外他的声音还出现在样本版《Etiäinen》中开始的低语。在此之后，霍洛帕尼的歌声不再计入专辑，因为他认为他唱得不够好。然而他在1998年专辑《Oceanboen》的《Moondance》中录制了背景长啸声，同样的还有2007年专辑《Dark passion Play》中《Master Passion Greed》的背景咆哮声。
截至2009年12月，《Angels Fall First》在芬兰售出超过36,000套。
专辑中的歌曲在现场演奏中越来越少，直到主唱塔雅·图伦尼在2005年10月离开乐队，新主唱阿内特·奥尔松从来没有唱过该专辑的歌曲。乐队特别是领导者兼键盘手托马斯·霍洛帕尼开始对专辑不悦。在2011年的采访中，当被问及霍洛帕尼想将哪张《Imaginaerum》以外的专辑做成电影时，他答道可能是《Angels Fall First》，并称那可能是“一个黑白喜剧”。

## 曲目列表
| 曲序 | 曲目                                                                                    | 时长 |
| ---- | --------------------------------------------------------------------------------------- | ---- |
| 1.   | Elvenpath                                                                               | 4:40 |
| 2.   | Beauty and the Beast                                                                    | 6:27 |
| 3.   | The Carpenter                                                                           | 5:57 |
| 4.   | Astral Romance                                                                          | 5:12 |
| 5.   | Angels Fall First                                                                       | 5:34 |
| 6.   | Tutankhamen                                                                             | 5:31 |
| 7.   | Nymphomaniac Fantasia                                                                   | 4:47 |
| 8.   | Know Why the Nightingale Sings                                                          | 4:14 |
| 9.   | Lappi (Lapland) - "Erämaajärvi" - "Witchdrums" - "This Moment Is Eternity" - "Etiäinen" | 9:20 |
| 10.  | A Return to the Sea（bonus track）                                                      | 5:46 |
| 11.  | Once Upon a Troubadour（bonus track）                                                   | 5:21 |

## 榜单成绩
| 榜单（1998年） | 最高名次 |
| -------------- | -------- |
| 芬兰专辑榜     | 31       |

### 销售及认证
| 国家 | 唱片销售认证 |
| ---- | ------------ |
| 芬兰 | Platinum     |

## 人员
| 乐队 - Tarja Turunen – 主唱 - Tuomas Holopainen – 键盘、钢琴与男声 - Emppu Vuorinen – 主吉他、木吉他与低音吉他 - Jukka Nevalainen – 鼓和打击乐器 | 主要职员 - Tero Kinnunen – 录音师 - Mika Jussila – 母带工程师 - Garry Black – 封面作画 - Toni Härkönen – 乐队摄影 |

| 邀请 - Esa Lehtinen – 场地 | 巡回成员 - Samppa Hirvonen – 低音吉他 - Marjaana Pellinen – 背景人声 |